# Vlado Meller
Vlado Meller (* 1947, Humenné) je slovenský masteringový inženýr, který v současnosti působí ve svém studiu Vlado Meller Mastering v Charlestonu v Jižní Karolíně. Meller během své více než 50leté kariéry pracoval na albech napříč mnoha hudebními žánry: rock, hip-hop, pop, jazz, metal a klasická hudba. Alba, která vytvořil, byla nominována na sedm cen Grammy a získala dvě ceny Latin Grammy.

## Životopis
Meller se narodil v Humenném v bývalém Československu a již v raném věku navštěvoval hodiny houslí. Vystudoval střední průmyslovou školu elektrotechnickou v Košicích a pak pokračoval v studiu elektrotechniky na ČVUT v Praze. Po Invazi vojsk Varšavské smlouvy do Československa v roce 1968 studia zanechal a emigroval přes Rakousko a Itálii do Spojených států. V prosinci 1969 získal práci u CBS Records v New Yorku a později absolvoval školení v audio masteringu. Pracoval 38 let u Sony/CBS a poté v roce 2007 nastoupil do Universal Mastering Studios jako senior masteringový inženýr. Krátký čas strávil ve společnosti Masterdisk, pak se přestěhoval do Charlestonu v Jižní Karolíně, kde si v roce 2014 otevřel vlastní studio, Vlado Meller Mastering.

## Diskografie (výběr)

### Alba zahraničních interpretů
- AFI – Crash Love (2009)
- AFI – Bodies (2021)
- Audioslave – Audioslave (2002)
- Beastie Boys – Hot Sauce Committee, Pt. 2 (2011)
- Brockhampton – Ginger (2019)
- Andrea Bocelli – Amore (2006)
- Andrea Bocelli – The Best of Andrea Bocelli: Vivere (2007)
- Johnny Cash – American IV: The Man Comes Around (2002)
- Johnny Cash – My Mother's Hymn Book (2004)
- Johnny Cash – American V: A Hundred Highways (2006)
- Celine Dion – Celine Dion (1992)
- Celine Dion – Let's Talk About Love (1992)
- Celine Dion – Falling into You (1997)
- Maynard Ferguson – Conquistador (1977)
- Julio Iglesias – Love Songs (2004)
- Michael Jackson – Michael (2010)
- Linkin Park – A Thousand Suns (2010)
- Metallica – St. Anger (2003)
- Metallica – Beyond Magnetic (2012)
- Oasis – (What's the Story) Morning Glory? (1995)
- Frank Ocean – Channel Orange (2012)
- Phantogram – Voices (2014)
- Prince – Emancipation (1996)
- Rage Against the Machine – Renegades (2000)
- Red Hot Chili Peppers – Californication (1999)
- Red Hot Chili Peppers – By the Way (2002)
- Red Hot Chili Peppers – Stadium Arcadium (2006)
- Red Hot Chili Peppers – I'm with You (2011)
- Red Hot Chili Peppers – Unlimited Love (2022)
- Red Hot Chili Peppers – Return of the Dream Canteen (2022)
- Paulina Rubio – Planeta Paulina (1996)
- Shakira – Fijación Oral vol. 1 (2005)
- Shakira – Oral Fixation Vol. 2 (2005)
- Shakira – She Wolf (2009)
- System of a Down – Mezmerize (2005)
- System of a Down – Hypnotize (2005)
- Serj Tankian –  Elasticity (2021)
- A Tribe Called Quest – We Got It from Here... Thank You 4 Your Service (2016)
- Lil Wayne – Tha Carter III (2008)
- Lil Wayne – Rebirth (2010)
- Weezer – Make Believe (2005)
- Kanye West – Late Registration (2005)
- Kanye West – Graduation (2007)
- Kanye West – 808s & Heartbreak (2008)
- Kanye West – My Beautiful Dark Twisted Fantasy (2011)
- Kanye West – Yeezus (2013)
- Pete Yorn - “Back & Fourth’’ (2009)
- Bad Gyal – Worldwide Angel (2018)

### Alba českých a slovenských interpretů
- Peter Lipa – Návšteva po rokoch (2013)
- Nocadeň – Pozemskí astronauti (2015)
- Nocadeň – Introspekcia (2017)
- Nocadeň – Nocadeň v divadle (2018)
- Nocadeň – Auróra (2019)
- Slza – Holomráz (2017)
- Slza – Paravany (2019)

## Ocenění
Alba vytvořená Vladem Mellerem byla nominována na sedm cen Grammy a získala dvě ceny Latin Grammy:
| Rok                 | Kategorie             | Album (Interpret)                        | Výsledek  |
| ------------------- | --------------------- | ---------------------------------------- | --------- |
| Grammy Awards       |                       |                                          |           |
| 2004                | Best Historical Album | Unearthed (Johnny Cash)                  | nominace  |
| 2005                | Album of the Year     | Late Registration (Kanye West)           | nominace  |
| 2006                | Album of the Year     | Stadium Arcadium (Red Hot Chili Peppers) | nominace  |
| 2007                | Album of the Year     | Graduation (Kanye West)                  | nominace  |
| 2008                | Album of the Year     | Tha Carter III (Lil Wayne)               | nominace  |
| 2012                | Album of the Year     | Channel Orange (Frank Ocean)             | nominace  |
| 2012                | Record of the Year    | "Thinkin Bout You" (Frank Ocean)         | nominace  |
| Latin Grammy Awards |                       |                                          |           |
| 2006                | Album of the Year     | Fijación Oral Vol. 1 (Shakira)           | vítězství |
| 2006                | Best Engineered Album | Fijación Oral Vol. 1 (Shakira)           | vítězství |